# Kortchi
Kortchi  est une localité du Cameroun située dans le département du Mayo-Tsanaga et la Région de l'Extrême-Nord, en pays Kapsiki, à proximité de la frontière avec le Nigeria. Elle fait partie de la commune de Mogodé et du canton de Mogodé rural.
« Kortchi » désigne aussi la population et la langue de cette zone montagneuse.

## Population
En 1966-1967 la localité comptait 1 621 habitants, principalement Kapsiki. Lors du recensement de 2005, on y a dénombré 10 629 personnes.
Outre le kapsiki (ou psikye), on y parle le gawar, une langue tchadique biu-mandara.